# Luc Economides
Luc Economides, né le 2 mars 1999 à Mont-Saint-Aignan en Normandie, est un patineur artistique français, vice-champion de France 2024.

## Biographie

### Carrière sportive
Luc Economides est né à Mont-Saint-Aignan. Il vit toute sa jeunesse à Rouen où il commence le patinage en 2004, à l'âge de 5 ans. À partir de 2012, il fait la navette entre Rouen et Cergy-Pontoise pour pouvoir être entraîné par Bernard Glesser. En 2013, il participe à des compétitions internationales dans les rangs novices avancés, puis en juniors à partir de novembre 2014. Vers 2015, il commence à s'entraîner en Suisse, pour suivre son entraîneur qui décide de s'y installer. Il remporte le titre de champion de France junior en février 2018. Florent Amodio devient ensuite son entraîneur.
Il représente la France à deux mondiaux juniors (2017 à Taipei et 2018 à Sofia), un championnat d'Europe (2024 à Kaunas) et un mondial senior (2024 à Montréal).
Il est vice-champion de France 2024 derrière son compatriote Adam Siao Him Fa.

## Palmarès
| Compétition                                                                                         | 2015    | 2016    | 2017    | 2018    | 2019    | 2020    | 2021    | 2022    | 2023    | 2024    | 2025    |  |  |  |
| Jeux olympiques d'hiver                                                                             |         |         |         |         |         |         |         |         |         |         |         |  |  |  |
| Championnats du monde                                                                               |         |         |         |         |         | CA      |         |         |         | 21e     |         |  |  |  |
| Championnats d’Europe                                                                               |         |         |         |         |         |         | CA      |         |         | 15e     |         |  |  |  |
| Championnats de France                                                                              | 9e      | 7e      | 5e      | 7e      | 4e      | 6e      | F       | 3e      | A       | 2e      | 3e      |  |  |  |
| Championnats du monde juniors                                                                       |         |         | 30e     | 15e     |         |         | CA      |         |         |         |         |  |  |  |
| |         |         |         |         |         |         |         |         |         |         |         |  |  |  |
| Grand Prix ISU                                                                                      | 2014/15 | 2015/16 | 2016/17 | 2017/18 | 2018/19 | 2019/20 | 2020/21 | 2021/22 | 2022/23 | 2023/24 | 2024/25 |  |  |  |
| Skate Canada                                                                                        |         |         |         |         |         |         | CA      |         |         |         | 11e     |  |  |  |
| Trophée de France                                                                                   |         |         |         |         |         |         | CA      |         | 6e      | 6e      | 10e     |  |  |  |
| Trophée NHK                                                                                         |         |         |         |         |         |         |         |         |         | 10e     |         |  |  |  |
| Légende : F = Forfait ; A = Abandon ; CA = Compétitions annulées à cause de la pandémie de Covid-19 |         |         |         |         |         |         |         |         |         |         |         |  |  |  |